# إيلكه بارت
إيلكه بارت (بالألمانية: Elke Barth)‏ هي منافسة ألعاب القوى ألمانية، ولدت في 19 أكتوبر 1956 في شتولبرغ في ألمانيا.

## وصلات خارجية
- إيلك بارث على موقع أوليمبيديا (الإنجليزية)